# Oligotylus paracarneatus
Oligotylus paracarneatus är en insektsart som beskrevs av Schuh 2000. Oligotylus paracarneatus ingår i släktet Oligotylus och familjen ängsskinnbaggar. Inga underarter finns listade i Catalogue of Life.